# Philæ
 (juillet 2023).
Si vous disposez d'ouvrages ou d'articles de référence ou si vous connaissez des sites web de qualité traitant du thème abordé ici, merci de compléter l'article en donnant les références utiles à sa vérifiabilité et en les liant à la section « Notes et références ».
Cet article concerne les temples, la ville antique et l'ancienne île de Philæ maintenant submergés. Pour les autres significations, voir Philæ (homonymie).
Philæ, aussi orthographiée Philae, en grec ancien Φιλαί / Philai, en égyptien ancien Pilak, P'aaleq, en arabe فيله, est une île d'Égypte submergée dans les années 1970 par la hausse du niveau du lac de retenue de l'ancien barrage d'Assouan à la suite de la construction du haut barrage. Les temples (en particulier le temple d'Isis) et monuments édifiés sur l'île aux époques pharaoniques et gréco-romaines ont été déplacés sur l'île voisine d'Aguilkia, aussi appelée Philæ par commodité, notamment auprès des touristes.

## Histoire

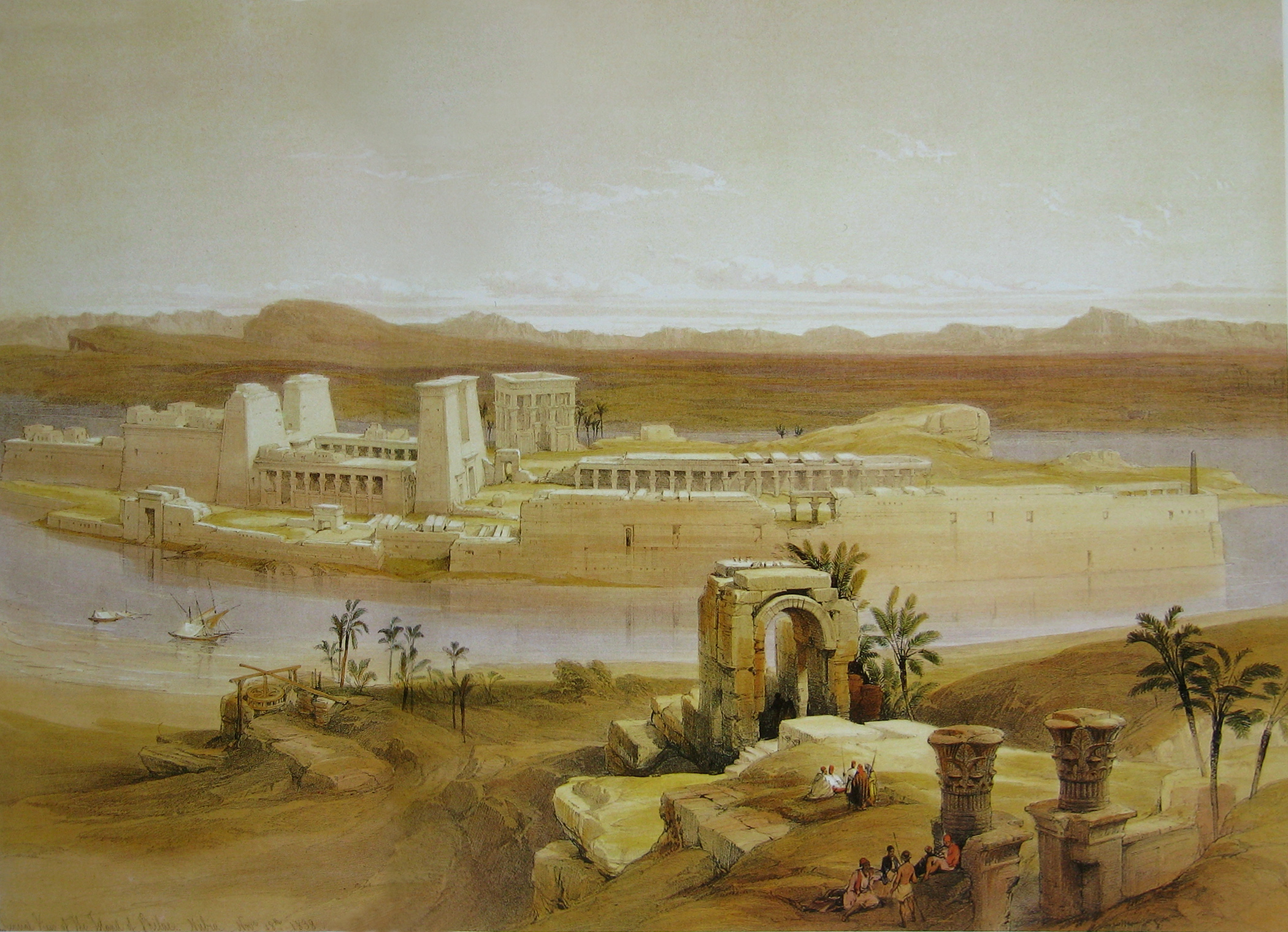
Vue en 1838 de l'île de Philæ et de ses constructions depuis l'île voisine de Biggeh.

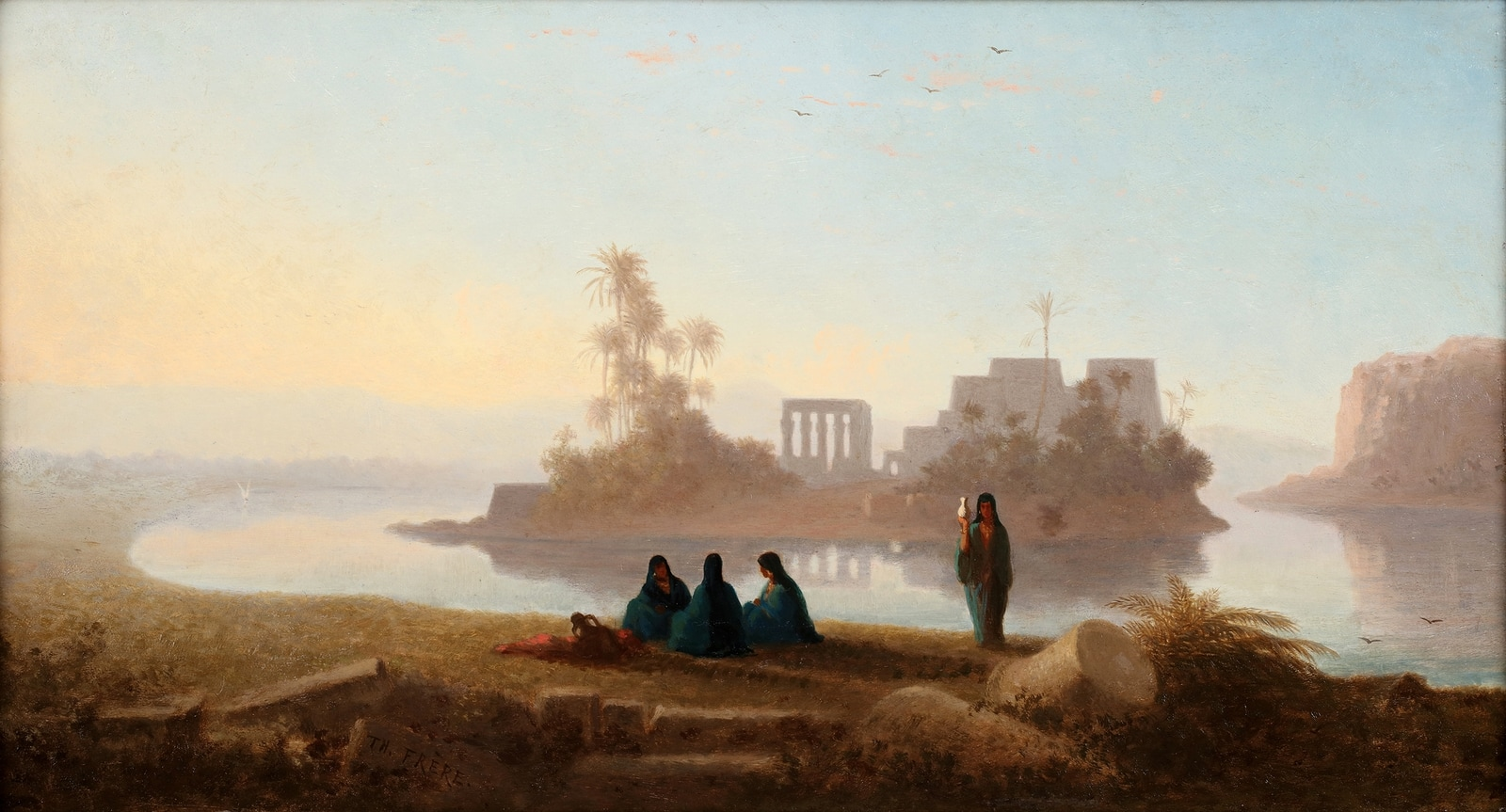
Le temple du Philæ de Charles-Théodore Frère (Collection Française)

Jusqu'en 1974, les ruines des temples et d'une ville antique égyptienne s'y trouvaient. Déjà dégradés par plusieurs décennies d'immersion saisonnière sous les eaux du lac de retenue de l'ancien barrage d'Assouan et menacés d'un engloutissement définitif avec la mise en service du haut barrage d'Assouan en 1970, les temples ont été déplacés et remontés entre 1974 et 1976 sur l'île voisine d'Aguilkia qui a été remodelée pour l'occasion. Depuis l'opération, seul le point culminant de l'ancienne île de Philæ émerge du lac sous la forme d'un rocher. Philæ était une ville antique égyptienne du premier nome de Haute-Égypte, le nome du Pays de l'arc (ou du Pays de Nubie) (tA-sty). Elle abritait un temple d'Isis, l'un des mieux conservés de l'Égypte antique, dont la construction fut commencée par l'un des derniers pharaons égyptiens, Nectanébo Ier, et terminée par les Romains. Le temple resta voué au culte de la déesse et fut fréquenté par les Blemmyes, une tribu nubienne, jusqu'au milieu du VIe siècle lorsqu'il fut transformé en église copte sur ordre de l'empereur Justinien. Avec l'arrivée du tourisme de masse en Égypte, Philæ est devenue l'une des destinations les plus populaires du pays attirant plusieurs milliers de visiteurs chaque jour en haute saison.

## Géographie

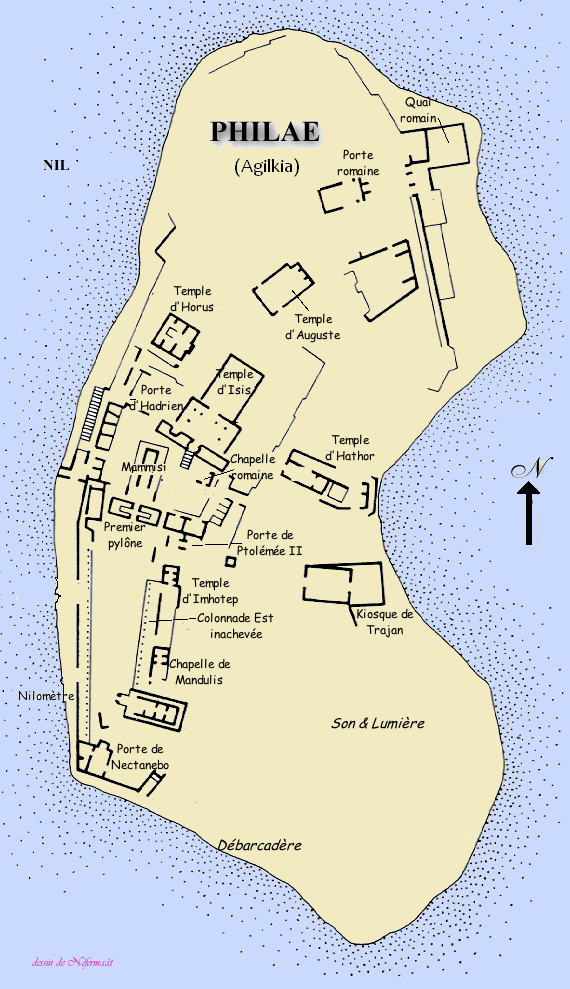
Carte de l'île d'Aguilkia accueillant depuis les années 1970 les constructions de Philæ dont la disposition entre eux et vis-à-vis de la forme de l'île a été respectée.

### Topographie
Philæ est située au sud d'Assouan, entre l'ancien barrage d'Assouan au nord-ouest et le haut barrage d'Assouan au sud, juste à l'est de l'île de Biggeh et au sud-est de l'île d'Aguilkia distante d'environ trois-cents mètres. Avec la remontée des eaux provoquée par la construction des deux barrages d'Assouan, l'île est engloutie depuis les années 1970 à l'exception de son point culminant émergeant sous la forme d'un rocher. Avant sa submersion, l'île avait la forme d'un oiseau.

### Temple d'Isis

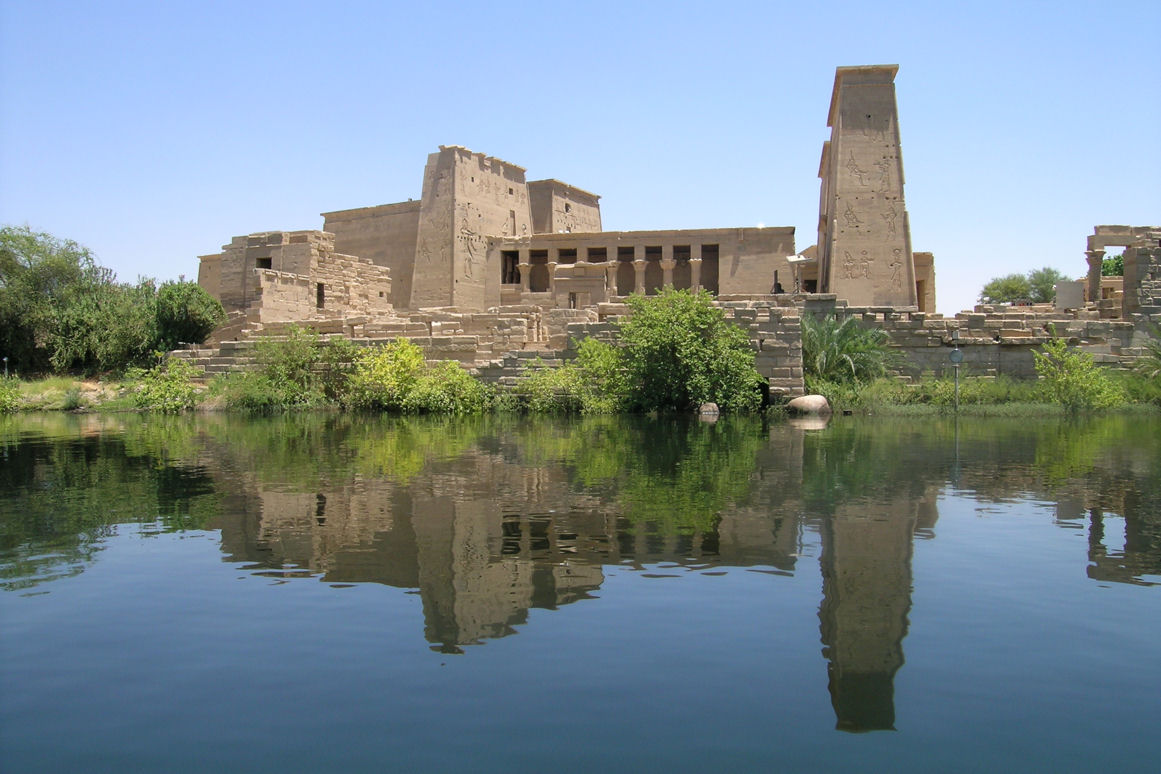
Vue du temple d'Isis depuis l'ouest en 2006 sur l'île d'Aguilkia.

Le temple d'Isis, situé dans le quart sud-ouest de l'île, est la principale construction de Philæ.
L'esplanade située devant le premier pylône est fermée par un portique aux chapiteaux variés. Le mur occidental est percé de fenêtres donnant sur l'île de Biggeh, désormais un petit îlot depuis le déplacement du temple, et d'un escalier entre la douzième et la treizième colonne menant à un nilomètre. La corniche du portique est décorée de disques solaires situés précisément face aux temples d'Arensnouphis, de Biggeh et d'Imhotep et le plafond est orné de vautours aux ailes déployées regardant vers l'ouest.

### Autres monuments
Outre le temple d'Isis, Philæ est aussi composé d'autres temples et chapelles tels un mammisi et une chapelle d'Hathor, de deux nilomètres, d'un temple d'Horus et de constructions romaines dont le kiosque de Trajan, un temple d'Auguste, une porte et un quai romain.

## Histoire

### Construction
Philæ commence à être édifiée au IVe siècle avant notre ère par Nectanébo Ier, l'un des derniers pharaons égyptiens, et terminée par les Romains.
La partie sud-ouest de l'esplanade est agrandie à l'époque ptolémaïque. Des murs sont élevés sur les rochers du rivage de cette partie de l'île, constituant des salles qui sont remplies de terre et de blocs, le tout recouvert de dalles. Cette esplanade est fermée par un portique construit sous l'empereur Auguste.

### Cultes
Les débuts du culte d'Isis à Philæ n'ont pu être déterminés avec précision. À l'origine, le lieu est voué à la déesse Hathor sous la forme de la lionne Tefnout, maitresse de la Nubie. La légende dit que venant du sud, elle se serait arrêtée pour la première fois en ce lieu. Hathor est ensuite assimilée à Isis, notamment parce que le tombeau d'Osiris, son époux, se trouve sur l'île voisine de Biggeh. Le temple est alors un lieu de rencontres pacifiques entre les Égyptiens durant les périodes ptolémaïques et romaines et les tribus nubiennes des Nobades et des Blemmyes qui faisaient des incursions dans cette région frontalière de l'Empire romain d'Orient au Ve siècle. La présence nubienne à Philæ est telle que lorsque les cultes païens sont interdits dans l'Empire romain d'Orient, le culte d'Isis reste autorisé à Philæ pour les seuls Nubiens qui peuvent même emprunter la statue de la déesse et l'emporter dans leur pays à partir de 453.
Avec l'évangélisation de la Nubie le culte d'Isis à Philæ est définitivement interdit par l'empereur Justinien et vers 530 le temple est transformé en église copte, des croix coptes fleurissant sur les murs et les piliers du temple. Ainsi, depuis cette période, un bas-relief présente le dieu Amon partiellement martelé, la tête étant remplacée par une croix copte mais le reste du corps étant intact, y compris la couronne divine composée de deux plumes.

### Menaces d'engloutissement et sauvetage

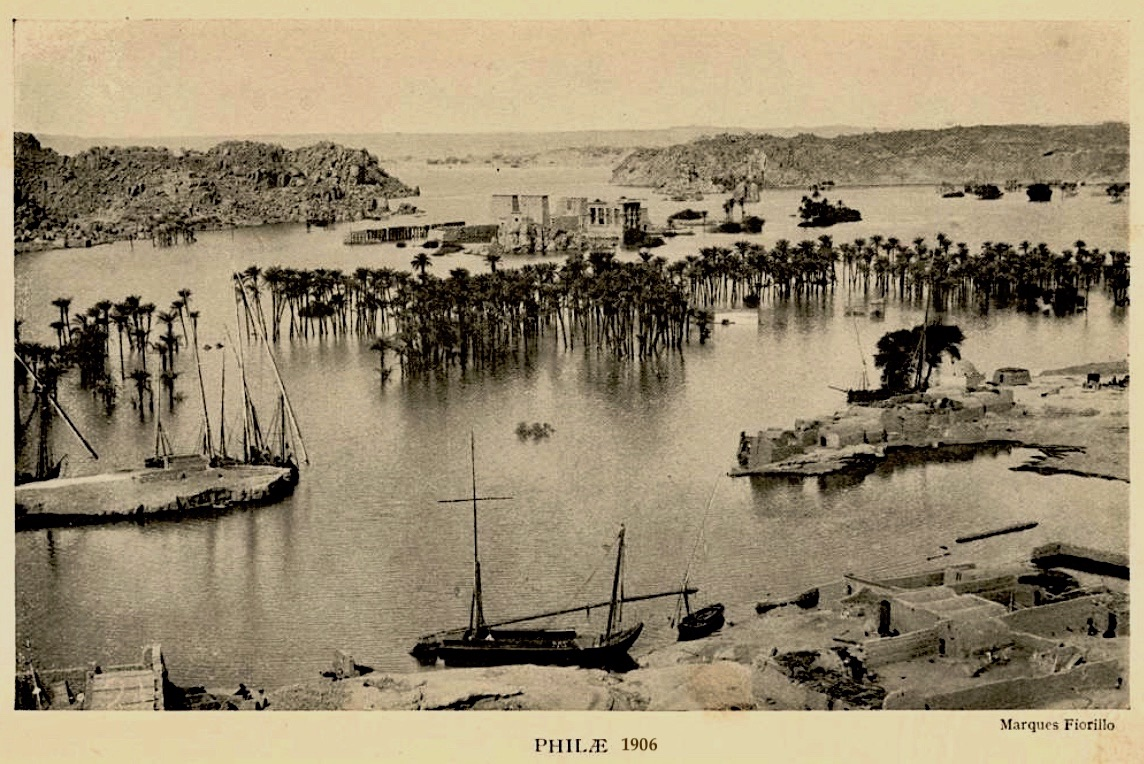
Philæ en 1906 (Photo Luigi Fiorillo)

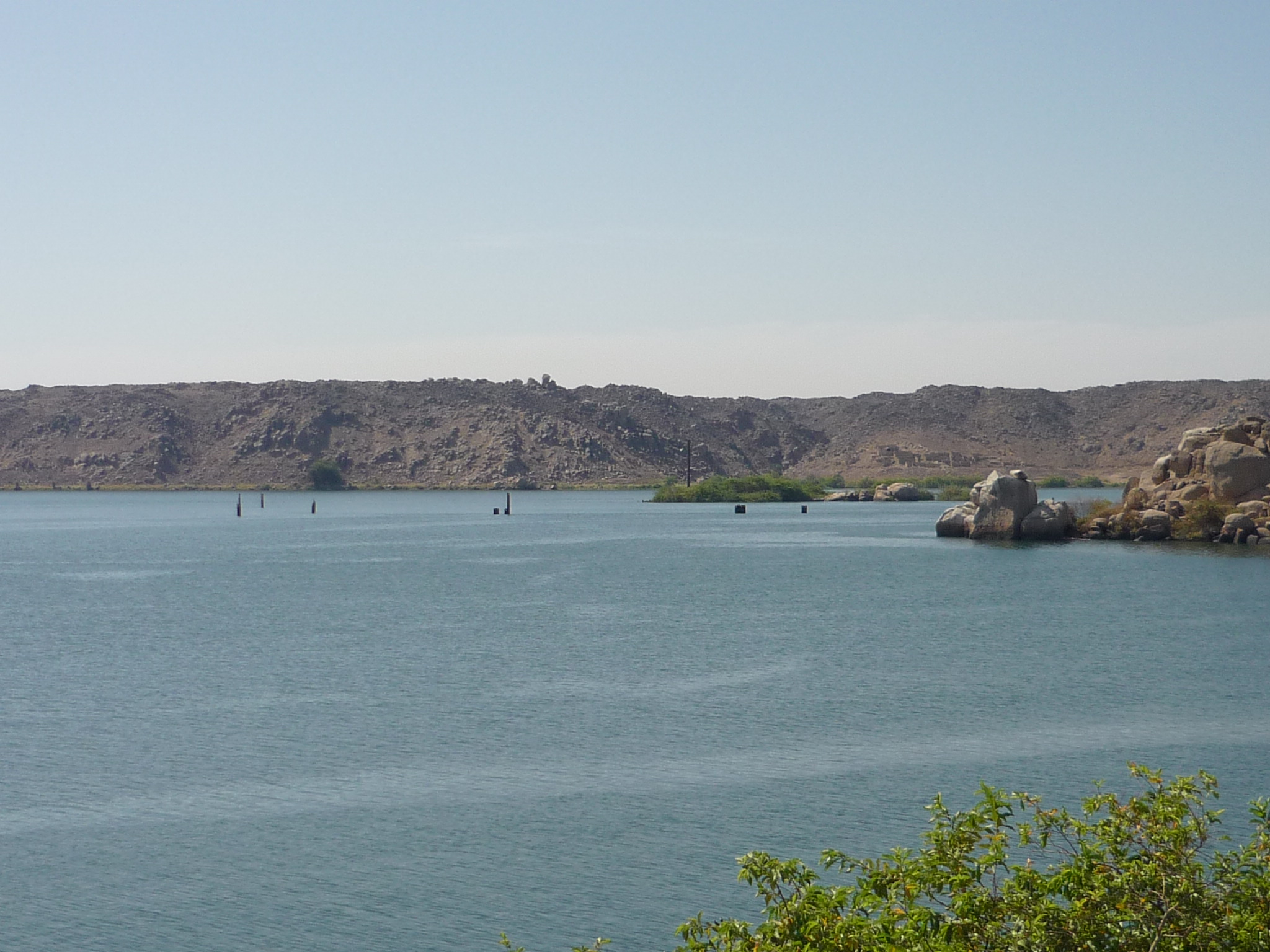
Vue de l'emplacement de l'ancienne île de Philæ indiqué par les restes du batardeau et le point culminant de l'île émergeant sous la forme d'un rocher vu depuis l'île d'Aguilkia en juin 2009.

Après la construction en 1894 par les Britanniques du premier barrage d'Assouan, la montée des eaux du Nil qui forment alors un lac de retenue noie dix mois sur douze l'île de Philæ. Les temples et les constructions de l'île sont alors partiellement ou totalement sous les eaux pendant une grande partie de l'année au grand regret de Pierre Loti : 
« La noyade de Philæ vient, comme on sait, d'augmenter de soixante-quinze millions de livres le rendement annuel des terres environnantes. Encouragés par ce succès, les Britanniques vont, l'année prochaine, élever encore de six mètres le barrage du Nil ; du coup, le sanctuaire d'Isis aura complètement plongé, la plupart des temples antiques de la Nubie seront aussi dans l'eau, et des fièvres infecteront le pays. Mais cela permettra de faire de si productives plantations de coton ! »
— Pierre Loti, La mort de Philæ, p. 228.

Pendant soixante-dix ans, la visite du temple de Philæ se fait en barque et offre des paysages qui ravissent les romantiques de l'époque : 
« Nous y entrons avec notre barque […] Mais combien il est adorable ainsi, le kiosque de Philæ […] »
— Pierre Loti, La mort de Philæ, p. 223.
En 1960, après plusieurs années de tractations politiques et d'arrangements financiers, les travaux de construction du haut barrage d'Assouan débutent sous l'impulsion du président Gamal Abdel Nasser. Ce projet constitue une nouvelle menace pour Philæ car l'île se trouve entre les deux barrages. Le lac de retenue de l'ancien barrage d'Assouan est alors transformé en bief dans le cadre de ce projet. Il est prévu d'abaisser le niveau moyen de ce lac qui atteindrait alors le premier pylône du temple d'Isis à la moitié de sa hauteur, permettant aux ruines d'être en plus grande partie à l'air libre. Mais cette transformation en bief par la hausse du niveau de la nappe phréatique signifie aussi que l'île ne pourrait plus être totalement à sec pendant une partie de l'année. De plus, les fluctuations quotidiennes du niveau du lac atteindraient six mètres d'amplitude, provoquant une érosion accrue des pierres et une accélération de la disparition des ruines.

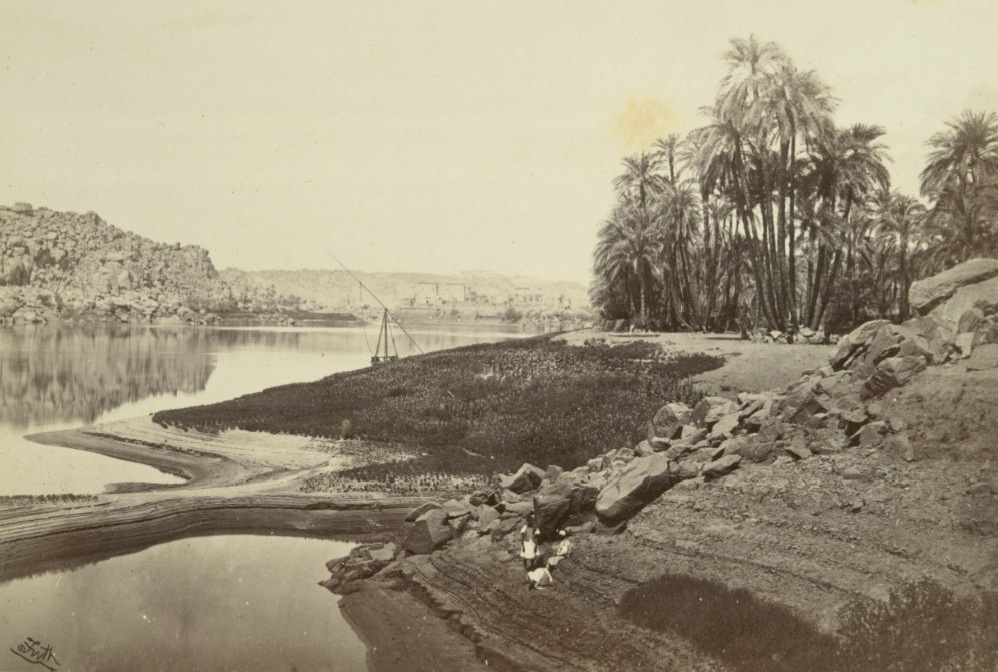
Vue de Philæ, du sud, en 1862

Le sauvetage de Philæ est alors décidé et la solution retenue est la même que pour les temples d'Abou Simbel quelques années plus tôt : le démontage des ruines et leur reconstruction sur un nouveau site à l'abri des eaux du lac. Ce déplacement est orchestré par le ministère de la Culture d'Égypte, les services d'archéologie du Caire ainsi que l'Unesco, sa réalisation étant confiée à Christiane Desroches Noblecourt, une égyptologue française à l'origine du sauvetage d'autres temples menacés par les eaux du lac Nasser dont ceux d'Abou Simbel.

ile Philæ, temple de Trajan vers 1920

Afin de pouvoir travailler sur les ruines, un batardeau est construit tout autour de Philæ. Celui-ci est constitué de deux parois métalliques de dix-sept mètres de hauteur espacées de douze mètres constituées de 850 rideaux d'acier pesant 1 276 tonnes. L'espace entre ces deux parois est alors rempli de 200 000 m3 de sable afin de contrecarrer la pression exercée par l'eau du lac une fois l'île asséchée. Les ruines nettoyées du limon accumulé sont alors photographiées en stéréoscopie afin de dresser le plan exact des monuments de l'île en conservant fidèlement leur taille et leur disposition entre eux. L'élaboration de ce cadastre effectué par l'IGN français a nécessité six cents enregistrements photogrammétriques de 95 % de la surface des ruines.
Le déplacement des temples à proprement parler commence avec le découpage des ruines et leur transport par barges vers un site de stockage provisoire. Entretemps, l'île d'Aguilkia située à environ trois cents mètres au nord-ouest de Philæ est préparée en vue d'accueillir les ruines. L'île est arasée sur une trentaine de mètres et son rivage est redessiné en forme d'oiseau afin de reproduire la forme originelle de Philæ. Elle accueille les premiers blocs le 9 septembre 1974 et le remontage des ruines s'achève deux ans plus tard.
Ce sauvetage, qui a coûté quinze millions de dollars américains de l'époque, est financé par des dons faits à l'Unesco de la part de vingt-trois États ainsi que par les revenus d'expositions sur l'Égypte antique à travers le monde.
Malheureusement, des dizaines d'autres sites archéologiques d'Égypte jugés de moindre importance mais qui faisaient encore l'objet de recherches, ont été définitivement engloutis par la montée des eaux.

### Tourisme

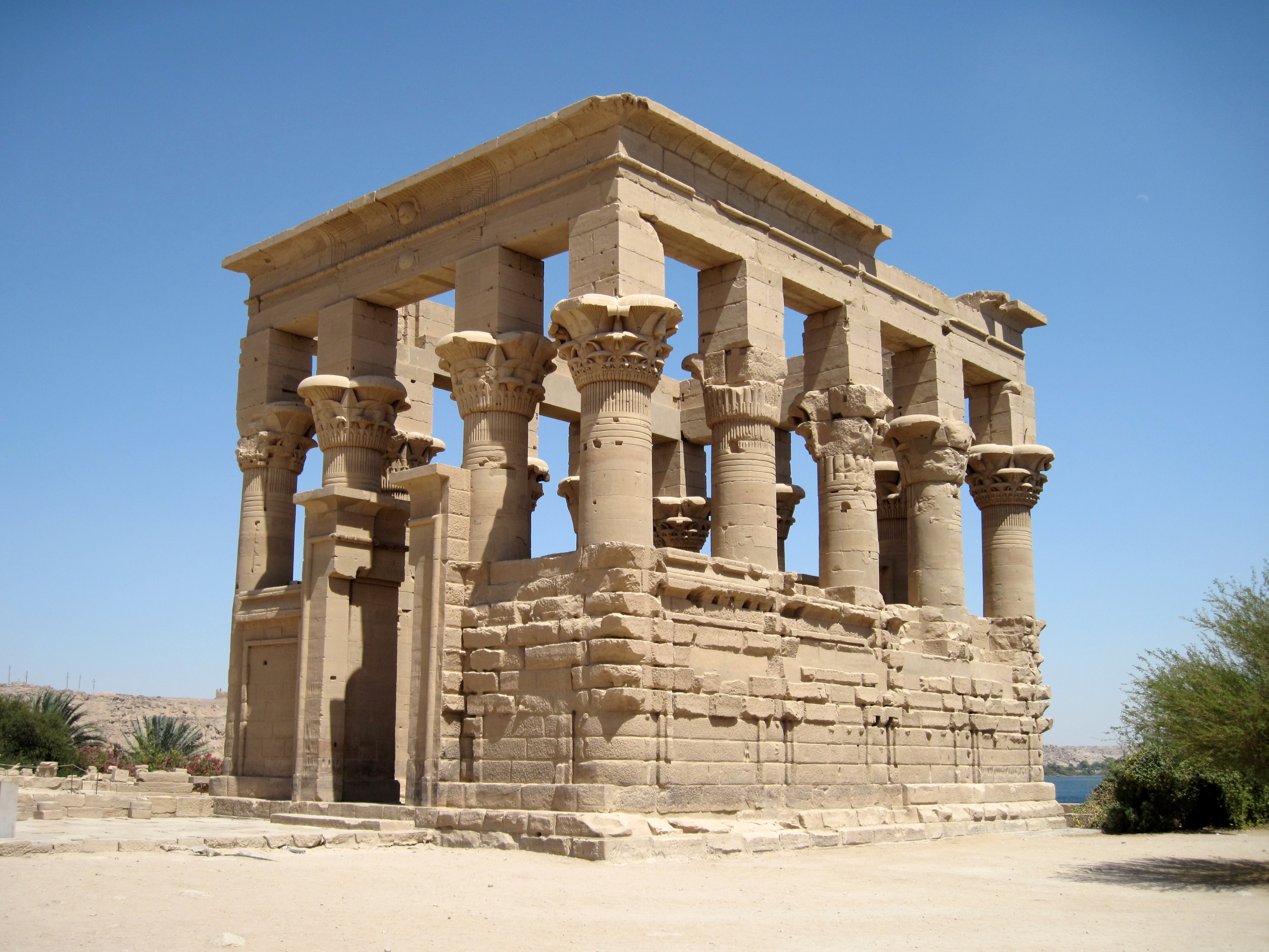
Vue du kiosque de Trajan sur l'île d'Aguilkia.

Avec l'arrivée du tourisme de masse en Égypte dans la deuxième moitié du XXe siècle et le déplacement des ruines facilitant leur accès, Philæ est devenue une des destinations les plus populaires du pays. En haute saison touristique, plusieurs milliers de visiteurs peuvent s'y rendre chaque jour. Leur accès est garanti par un service de petites embarcations à moteur accostant à un débarcadère situé dans le sud de l'île. Le soir, les visites classiques du temple s'arrêtent mais les touristes peuvent se rendre sur l'île pour un spectacle son et lumière.